# San José del Guaviare
San José del Guaviare là một khu tự quản thuộc tỉnh Guaviare, Colombia. Thủ phủ của khu tự quản San José del Guaviare đóng tại San José del Guaviare Khu tự quản San José del Guaviare có diện tích 13912 ki lô mét vuông. Đến thời điểm ngày 28 tháng 5 năm 2005, khu tự quản San José del Guaviare có dân số 29663 người.